# Schwand im Innkreis
Schwand im Innkreis  ist eine Gemeinde in Oberösterreich im Bezirk Braunau am Inn im Innviertel mit 1063 Einwohnern (Stand 1. Jänner 2025).

## Geografie
Schwand im Innkreis  liegt auf 423 m Höhe im Innviertel. Die Ausdehnung beträgt von Nord nach Süd 5,2 km, von West nach Ost 5,4 km. Die Gesamtfläche beträgt 17,1 km². 6,4 % der Fläche sind bewaldet, 87,7 % der Fläche sind landwirtschaftlich genutzt.

### Gemeindegliederung
Das Gemeindegebiet umfasst folgende 27 Ortschaften (in Klammern Einwohnerzahl Stand 1. Jänner 2025):
- Adenbrunn (18)
- Berg (9)
- Berndorf (19)
- Bernhof (13)
- Bruck (11)
- Bruck im Holz (22)
- Brunn im Gries (13)
- Brunnthal (6)
- Ebenthal (11)
- Ginshöring (12)
- Gries (35)
- Haus (5)
- Holz (6)
- Kammern (23)
- Kronleiten (53)
- Ottenschwand (17)
- Paischen (7)
- Paschen (4)
- Prielhof (7)
- Reith (18)
- Reuhub (19)
- Schmieding (14)
- Schwand im Innkreis (537)
- Semmelhof (18)
- Sengthal (10)
- Siebenmaiern (123)
- Weilhart (33)

Die Gemeinde besteht aus der Katastralgemeinde Schwand im Innkreis.
Der zuständige Gerichtsbezirk ist der Gerichtsbezirk Braunau am Inn.

### Nachbargemeinden
| Überackern             |                                             |                           |
| Gilgenberg am Weilhart | Kompassrose, die auf Nachbargemeinden zeigt | Neukirchen an der Enknach |
|                        | Handenberg                                  |                           |

## Geschichte
Seit Gründung des Herzogtums Bayern war der Ort bis 1779 bayrisch und kam nach dem Frieden von Teschen mit dem Innviertel (damals 'Innbaiern') zu Österreich. Während der Napoleonischen Kriege wieder kurz bayrisch, gehört er seit 1814 endgültig zu Oberösterreich. Nach dem Anschluss Österreichs an das Deutsche Reich am 13. März 1938 gehörte der Ort zum „Gau Oberdonau“. Nach 1945 erfolgte die Wiederherstellung Oberösterreichs.

### Einwohnerentwicklung
1991 hatte die Gemeinde laut Volkszählung 828 Einwohner, 2001 dann 846 Einwohner.

## Kultur und Sehenswürdigkeiten

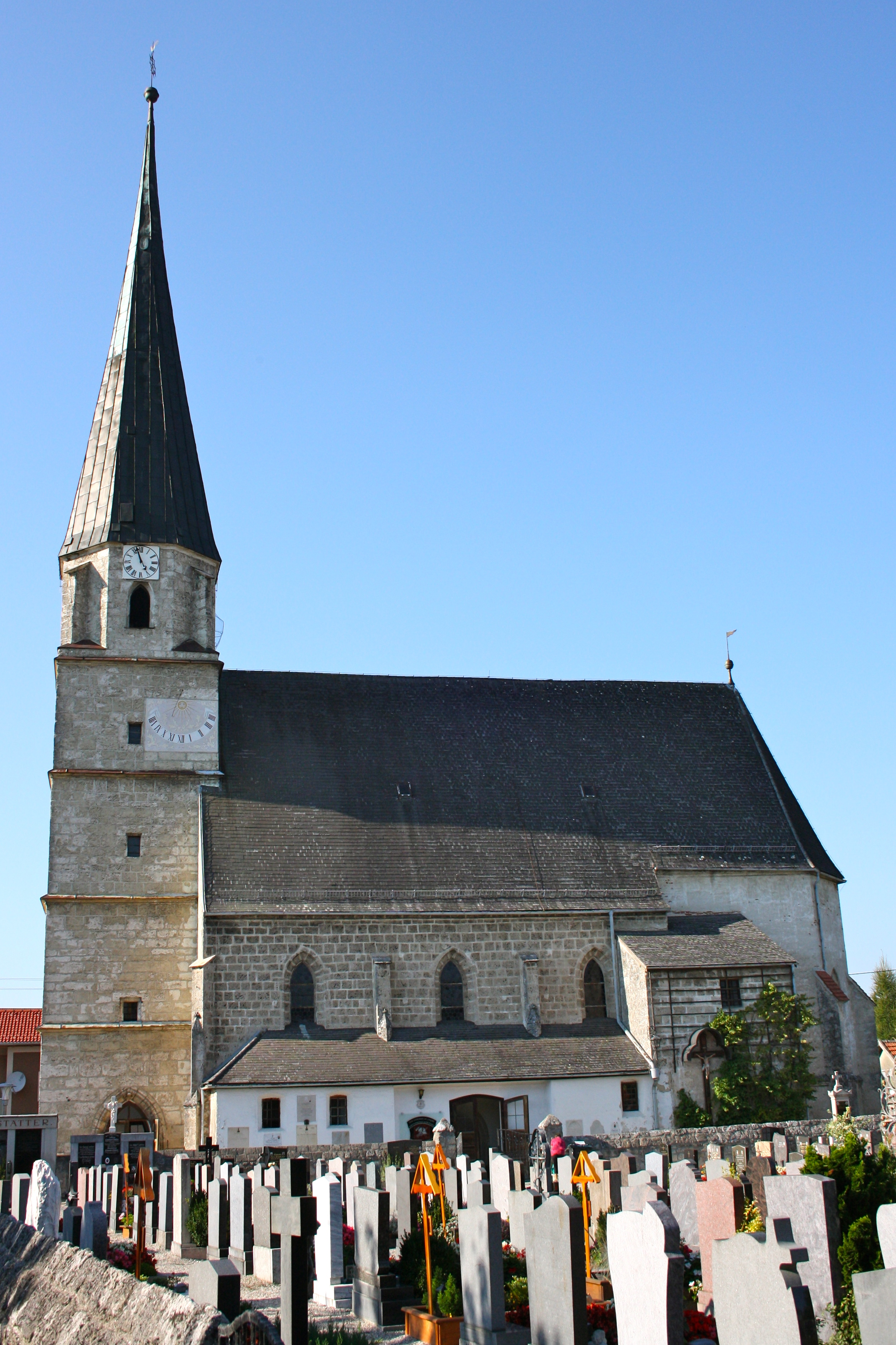
Pfarrkirche Schwand im Innkreis

- Katholische Pfarrkirche Schwand im Innkreis hl. Johannes der Täufer

## Wirtschaft und Infrastruktur

### Wirtschaftssektoren
Schwand ist eine landwirtschaftlich geprägte Gemeinde. Von den siebzig Bauernhöfen des Jahres 2010 wurden vierzig im Haupt- und dreißig im Nebenerwerb geführt. Im Produktionssektor waren 35 Erwerbstätige im Bereich Warenherstellung beschäftigt, sieben im Bergbau und sechs im Baugewerbe. Der mit Abstand größte Arbeitgeber im Dienstleistungssektor war der Handel (Stand 2011).
| Wirtschaftssektor            | Anzahl Betriebe | Anzahl Betriebe | Erwerbstätige | Erwerbstätige |
| Wirtschaftssektor            | 2011            | 2001            | 2011          | 2001          |
| ---------------------------- | --------------- | --------------- | ------------- | ------------- |
| Land- und Forstwirtschaft 1) | 70              | 85              | 67            | 65            |
| Produktion                   | 9               | 8               | 48            | 52            |
| Dienstleistung               | 31              | 16              | 75            | 64            |

1) Betriebe mit Fläche in den Jahren 2010 und 1999
| Von den 451 Erwerbstätigen, die 2011 in Schwand lebten, arbeiteten dreißig Prozent im Ort, mehr als 300 Menschen pendelten aus. - KTM Triumph Wimmer - Paletten Speckner - Kieswerk Hangöbl - Raiffeisenbank Region Braunau reg. Gen. m. b. H. - Busreisen Gohla | Die zur Anzeige dieser Grafik verwendete Erweiterung wurde dauerhaft deaktiviert. Wir arbeiten aktuell daran, diese und weitere betroffene Grafiken auf ein neues Format umzustellen. (Mehr dazu) |

### Bildung
Die Gemeinde hat eine Volksschule.

## Politik
Der Gemeinderat hat 13 Mitglieder.
- Mit den Gemeinderats- und Bürgermeisterwahlen in Oberösterreich 1997 hatte der Gemeinderat folgende Verteilung: 9 ÖVP, 2 FPÖ und 2 SPÖ.
- Mit den Gemeinderats- und Bürgermeisterwahlen in Oberösterreich 2003 hatte der Gemeinderat folgende Verteilung: 9 ÖVP, 3 SPÖ und 1 FPÖ.
- Mit den Gemeinderats- und Bürgermeisterwahlen in Oberösterreich 2009 hatte der Gemeinderat folgende Verteilung: 10 ÖVP, 2 SPÖ und 1 FPÖ.
- Mit den Gemeinderats- und Bürgermeisterwahlen in Oberösterreich 2015 hatte der Gemeinderat folgende Verteilung: 8 ÖVP, 3 FPÖ und 2 SPÖ.
- Mit den Gemeinderats- und Bürgermeisterwahlen in Oberösterreich 2021 hat der Gemeinderat folgende Verteilung: 8 ÖVP, 3 FPÖ und 2 SPÖ.[8][9]

| Partei | 2015    | 2015    | 2009  | 2009    | 2003   | 2003    | 1997  | 1997    |
| Partei | Prozent | Mandate | %     | Mandate | %      | Mandate | %     | Mandate |
| ------ | ------- | ------- | ----- | ------- | ------ | ------- | ----- | ------- |
| ÖVP    | 54,19   | 8       | 69,52 | 10      | 67,41  | 9       | 63,20 | 9       |
| SPÖ    | 18,8    | 2       | 18,59 | 2       | 21,79  | 3       | 16,73 | 2       |
| FPÖ    | 27,01   | 3       | 11,90 | 1       | 10.,79 | 1       | 20,07 | 2       |

### Bürgermeister
Bürgermeister seit 1850 waren:
- 1850–1958 Simon Pfafflmoser
- 1858–1861 Josef Vilzmoser
- 1861–1864 Josef Pammer
- 1864–1867 Valentin Hofmann
- 1867–1870 Johann Perschl
- 1870–1873 Johann Grabner
- 1873–1879 Johann Kammerstätter
- 1879–1885 Martin Würflingsdobler
- 1885–1894 Johann Rothenbuchner
- 1894–1897 Johann Reschenhofer
- 1897–1900 Johann Maislinger
- 1900–1903 Josef Reschenhofer
- 1903–1906 Johann Höllerstorfer
- 1906–1910 Josef Grabner
- 1910–1913 Johann Rothenbuchner
- 1913–1919 Franz Paischerbauer
- 1919–1924 Josef Dachsberger
- 1924–1927 Franz Paischer
- 1927–1929 Josef Plasser
- 1929–1931 Josef Dachsberger
- 1931–1934 Albert Lechner
- 1934–1938 Johann Reschenhofer
- 1938–1945 Johann Perschl
- 1945–1949 Johann Reschenhofer
- 1949–1955 Sebastian Silberer
- 1955–1969 Leopold Wagner
- 1969–1979 Franz Perschl
- 1979–1991 Hermann Pennwieser
- 1991–2002 Johann Maislinger
- 2002–2021 Johann Martin Prielhofer (ÖVP)
- seit 2021 Daniela Probst (ÖVP)

### Wappen
Offizielle Beschreibung des 1987 verliehenen Gemeindewappens: Gespalten von Silber und Grün; in gewechselten Farben rechts ein Baumstamm, links eine gestürzte, auswärts gekehrte Sapine.
Die grüne Farbe des Wappens steht für die landwirtschaftliche Struktur der Gemeinde. Baumstamm und Holzfällerwerkzeug deuten auf den Ortsnamen hin, der für „Rodung“ steht. Die Gemeindefarben sind Grün-Weiß-Schwarz.

## Persönlichkeiten

### Söhne und Töchter der Gemeinde
- Johann Wimmer (1874–1947), Politiker der Christlichsozialen Partei